# Loški grad
Loški grad (tudi Škofjeloški grad) stoji na vzpetini nad Škofjo Loko. Danes je v njem sedež Loškega muzeja.

## Zgodovina
Grad je bil v listinah prvič omenjen leta 1202. Sprva je bil grad samo osrednji kvadratni stolp, ki je bil kasneje v 13. in 14. stoletju obdan še z zidom. Pomembnejšo vlogo je sprva igral Zgornji stolp na Kranclju, iz katerega so pa sedež Loškega gospostva leta 1270 prenesli na Loški grad.Leta 1511 je potres na Idrijskem povsem porušil stolp na Kranclju in tudi močno poškodoval Loški grad. Po potresu so stolp na Kranclju opustili in Loški grad je prevzel celotno vlogo druge utrdbe. Med leti 1513 in 1527 je bil Loški grad obnovljen po ukazih škofa Filipa. Popotresna obnova je predstavljala velik strošek in naslednji dve stoletji so izdatki za grad pokrivali le nujna vzdrževalna dela, dokler ni bil v začetku 18. stoletja zopet temeljito obnovljen. Takrat so dodatno pozidali obodne zidove na severu in vzhodu.
Sama naselbina pod loških gradom je pričela nastajati že v 13. stoletju, večinoma so bili prebivalci trgovci in obrtniki. Loški grad je bil leta 1803 podržavljen, takrat je bilo tudi uradno konec loškega gospostva. Država je v grajskih prostorih uredila različne urade, od davkarije, sodišča do zemljiške knjige. Leta 1870 je grad kupil Fidelis Terpinc, pet let kasneje pa je lastnica postala Emilija Baumgartner.  
Leta 1890 je grad prešel v last uršulink, ki so ga odkupile od hčera Emilije Baumgartner za ceno 10.000 kron. Uršulinke so pričele z obnovo gradu, delo je bilo zaupano arhitektu Viljemu Treu. Ta ga je dal povezati s samostanom v središču mesta, porušiti pa je dal tudi veliki osrednji stolp, zgraditi ožji in višji zvonik, porušiti zahodni trakt gradu in dozidati ostale dele. Leta 1893 je obnovljeno poslopje blagoslovil Jakob Missia. Med prvo svetovno vojno je bila v gradu vojaška bolnišnica. Med obema vojnama so uršulinke nadaljevale vzgojno in šolsko delo. Leta 1941 so bile pregnane, ko so Nemci zasedli grad. Takoj po vojni je bilo v gradu do leta 1948 koncentracijsko taborišče za domobrance in nemške vojne ujetnike. Na vrtu Loškega gradu je bilo odkritih več množičnih grobišč ubitih domobrancev in nemških vojnih ujetnikov, ki so bili zaprti na gradu. Nekatere internirance so pobili tudi drugje v širši okolici Škofje Loke.  
Med letom 1949 in 1950 je v gradu bilo taborišče za ženske na družbeno koristnem delu, po tem pa moški poboljševalni dom. Leta 1959 je grad prevzela občina in v njem uredila Loški muzej, grad pa je bil namenjen muzejski dejavnosti. 
Prenos zbirke iz Puštala v grad je vodil Andrej Pavlovec.

## Muzej
Muzej je bil ustanovljen leta 1939. Razstavni prostori se nahajajo v kletnih prostorih, pritličju in prvem nadstropju. Predstavlja se z arheološko, zgodovinsko, kulturno, umetnostno, prirodoslovno in etnološko zbirko ozemelj nekdanjega loškega gospostva.

## Galerija slik
- Loški grad
- Loški grad - pogled z dvorišča